# Georg Waitz
Georg Waitz (Flensburgo, 9 ottobre 1813 – Berlino, 24 maggio 1886) è stato uno storico e politico tedesco.

## Biografia
Nato nello Schleswig, allora sotto sovranità danese, fu istradato da Leopold von Ranke agli studi storici e si specializzò in storia medievale tedesca e in storia del diritto germanico. Dal 1836, ad Hannover, assistette Georg Heinrich Pertz nella colossale opera di pubblicazione dei Monumenta Germaniae Historica. 
Fermo sostenitore dell'unità tedesca, divenne inviso al governo danese e nel 1847 accettò un incarico presso l'Università di Gottinga. Durante la "Primavera dei popoli" del 1848-1849 rientrò in Schleswig e partecipò al governo provvisorio anti-danese; nel 1849 fu eletto al Parlamento di Francoforte, ma già nell'autunno dello stesso anno riprese la sua attività accademica a Gottinga. Con Christoph Friedrich von Stälin e Ludwig Häusser, fu redattore della rivista, Forschungen zur Deutschen Geschichte ("Ricerca di storia tedesca"). Nel 1875 si trasferì a Berlino per succedere a Pertz alla guida della pubblicazione dei MGH.